# Kermia brunnea
Kermia brunnea är en snäckart. Kermia brunnea ingår i släktet Kermia och familjen Turridae. Inga underarter finns listade i Catalogue of Life.